# Незаконное предпринимательство
Незаконное предпринимательство — деяние, являющееся преступным согласно статье 171 Уголовного кодекса РФ. Законная предпринимательская деятельность осуществляется в Российской Федерации при условии государственной регистрации гражданина в качестве индивидуального предпринимателя или создания в установленном порядке юридического лица. Соответственно, незаконным является осуществление предпринимательской деятельности без регистрации или с нарушением правил регистрации.
Кроме того, данной статьёй наказывается представление в орган, осуществляющий государственную регистрацию юридических лиц и индивидуальных предпринимателей (налоговую инспекцию), документов, содержащих заведомо ложные сведения, а также осуществление предпринимательской деятельности без специального разрешения (лицензии) в случаях, когда такое разрешение (лицензия) обязательно.
Условием наступления ответственности является причинение крупного ущерба гражданам, организациям или государству либо извлечение дохода в крупном размере. Доходом в крупном размере или крупным ущербом признаётся ущерб или доход в сумме, превышающей один миллион пятьсот тысяч рублей.